# Писанец (остановочный пункт)
Писанец — остановочный пункт Екатеринбургского региона Свердловской железной дороги на межстанционном перегоне Егоршино — Талый Ключ. Расположен в Артёмовском районе Свердловской области, близ села Писанец.

## Название
Современное название остановочного пункта связано с его расположением близ одноимённого села. Данное название присвоено приказом ОАО «РЖД» от 08.09.2022 № 50 и изданным на его основе приказом Росжелдора от 28.09.2022 № 520  в ходе кампании по присвоению наименований безымянным остановочным и раздельным пунктам Свердловской железной дороги (как правило, именуемым по километражу тех или иных железнодорожных веток). Приказ Росжелдора вступил в силу через 14 дней с момента подписания.
Ранее остановочный пункт назывался  130-м километром (130 км) по километражу устье-ахинского направления от станции Шарташ в городе Екатеринбурге.
Мероприятия по переименованию в рамках вышеупомянутой кампании проводились ещё с 2020 года.

## Географическое положение
Остановочный пункт находится на 130-м километре километре железнодорожной ветки Шарташ — Егоршино — Устье-Аха, на перегоне Егоршино — Талый Ключ. Железная дорога в данной местности проходит в субширотном направлении, с запада на восток.
Остановочный пункт расположен в восточной части Артёмовского района и Артёмовского муниципального округа (границы и района и муниципального округа полностью совпадают). Остановочный пункт находится к северо-востоку от областного центра Екатеринбурга, к востоку от районного и окружного центра Артёмовского, приблизительно в полутора километрах севернее жилых окраин села Писанец. Местность, окружающая остановочный пункт, окрытая. Вдоль самой железной дороги проходят лесополосы. К остановочному пункту от села ведёт полевая дорога. Остановочный пункт Писанец и участок железной дороги в данном районе окружены землями 30-го квартала урочища совхоз «Красногвардейский» Красногвардейского участкового лесничества Егоршинского лесничества.

## Пассажирские перевозки
Остановочный пункт находится на однопутном неэлектрифицированном участке Егоршино — Тавда. По состоянию на 2023 год поезда на здесь не останавливаются. Все пригородные и местный пассажирский поезда проходят Писанец без остановок. Вокзала и билетных касс на данном остановочном пункте нет.

### Электронные ресурсы
1. 1 2 3  Остановочный пункт 130 км. Фотолинии — Railwayz.info. Дата обращения: 29 марта 2023. Архивировано 29 марта 2023 года.
2. 1 2 3  Павел Яблоков. Новые имена транспортных объектов: выбор пассажиров Московского метро и Свердловской железной дороги. tr.ru (26 октября 2022). Архивировано 24 марта 2023 года.
3. ↑  О внесении изменений в перечень железнодорожных станций, открытых для выполнения соответствующих операций, и выполняемых ими операций — Правовые акты Росжелдора. Дата обращения: 29 марта 2023. Архивировано 28 марта 2023 года.
4. 1 2  Данные получены при помощи картографического сервиса Яндекс Карты.
5. ↑  Лесохозяйственный регламент Егоршинского лесничества Свердловской области
6. ↑  Писанец — остановочный пункт — Точка-на-Карте. Дата обращения: 29 марта 2023. Архивировано 29 марта 2023 года.